# قدرة دافعة

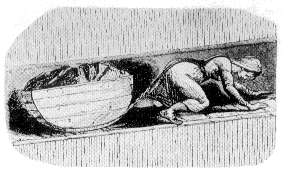
شاب صغير يسحب عربة فحم إلي أعلى المنجم (تطبيق لنظرية سادي كارنو)

في الديناميكا الحرارية، القوة المحركة أو القدرة الدافعة هي عامل طبيعي، كالماء أو البخار، الرياح، الكهرباء، وتستخدم لنقل الحركة إلي الأجهزة كالمحرك.

ويمكن أن تكون القوة المحركة قاطرة، أو ماتور والذي يمد النظام بالطاقة. ويمكن أن يستعمل هذا المصطلح للتعبير عن القدرة أو الشغل.

## التاريخ
في عام 1679 توصل الفيزيائي دنيس بابان إلي فكرة استخدام البخار لتحريك المكابس، الأسطونات، المحركات البخارية. وفي عام 1698 قام المصمم الميكانيكي توماس سافري بتصميم أول محرك بخاري معتمدا على تصاميم بابان.

محرك نيوكومين (newcomen engine)

وكانت أول رساله علمية في علم الطاقة للمحركات في عام 1824 في كتاب تأملات في القدرة الدافعة للنار للكاتب والفيزيائي الفرنسي سادي كارنو.
وكمثال على ذلك في عام 1711 كان محرك نيوكومين (Newcomen engine) قادر على استبدال فريق من 500 حصان التي تعمل على عجلة لضخ المياة من المناجم. واستنادنا على هذا النموذج في عام 1832 تم تعريف كارنو بأنة «رفع الوزن مسافة رأسية» ويتم استخدام هذا التعريف حتي اليوم.

## تعريف عام 1824
صرح كارنو في كتابة الشهير المنشور عام 1824 " نحن نستخدم هنا مصطلح القوة المحركة (القدرة الدافعة) للتعبير عن التأثير المفيد الذي يستطيع الماتور (المحرك) تقديمة. ويمكن دائما استخدام هذا المصطلح عند رفع وزن ما مسافة رأسية. "
ويمكن التعبير هنا بالمصطلح الرياضي:
P = W/ T = (mg) h / T 

## تعريف عام 1834
في عام 1834، سمي مهندس التعدين الفرنسي إميل كاليبرين (Émile Clapeyron) تعريف كارنو للقدرة الدافعة باسم «الحركة الميكانيكية» .